# 棕拟雀鲷
棕拟雀鲷（学名：Pseudochromis fuscus）为拟雀鲷属的鱼类，又名褐准雀鲷。分布于印度洋至太平洋中部海域以及南海诸岛海域、台湾南部等，深度2-30公尺，本魚體延長而側扁，體色多變，從暗褐色至鮮黃色，背鰭硬棘3枚；背鰭軟條25-29枚；臀鰭硬棘3枚；臀鰭軟條13-15枚，體長可達10公分。棲息在潮間帶的潟湖或臨海珊瑚礁，通常單獨行動，可做為觀賞魚。该物种的模式产地在苏拉威西岛。